# Predators
Pour les articles homonymes, voir Predator.
Série Predator
Predator 2
(1990) The Predator
(2018)
Pour plus de détails, voir Fiche technique et Distribution.
Predators, ou Les prédateurs au Québec, (Predators) est un film américain de science-fiction réalisé par Nimród Antal, sorti en 2010.
Troisième volet de la saga Predator, il fait suite à Predator de John McTiernan (1987) et Predator 2 de Stephen Hopkins (1990). Il n'a par ailleurs aucun rapport avec les films Alien vs. Predator (2004) de Paul W. S. Anderson et Aliens vs. Predator: Requiem (2007) de Greg et Colin Strause, selon les souhaits du producteur et du réalisateur.

## Synopsis
En 2010, Royce (Adrien Brody), un mercenaire, se réveille en pleine chute libre. Son parachute ne s'active qu'au dernier moment et l'homme atterrit brutalement dans une forêt vierge inconnue. Peu après, Cuchillo (Danny Trejo), Mexicain appartenant au cartel de la drogue Los Zetas, atterrit à quelques mètres de lui et menace Royce avant qu'un troisième homme ne s'écrase au sol, son parachute à lui ne s'étant pas ouvert. Quelques secondes plus tard, les deux hommes se font tirer dessus mais Royce parvient à calmer le tireur, Nikolaï (Oleg Taktarov), un spetsnaz qui combattait en Tchétchénie. Ils sont mis en joue par Isabelle (Alice Braga), sniper de l'Armée de défense d'Israël, et parlementent de la situation : elle est certaine qu'ils ne sont ni en Asie, ni en Afrique, mais peut-être en Amazonie. Elle dit également avoir aperçu d'autres parachutes. Ils se rendent sur place, suivis discrètement par Hanzo (Louis Ozawa Changchien) un yakuza japonais. Ils trouvent Mombasa (Mahershala Ali), membre d'un escadron de la mort du RUF du Sierra Leone, Walter Stans (Walton Goggins), un détenu violeur multirécidiviste condamné à mort et Edwin (Topher Grace), un  médecin. Tous ont vécu la même chose : une étrange lumière suivie d'un saut dans le vide. Le groupe repère plus tard Hanzo et un étrange totem sous lequel sont accumulés des trophées de chasse. Tous s'interrogent mais Royce suggère avant tout d'avancer.
L'endroit est toutefois dépourvu de pôle Nord magnétique et le soleil semble être toujours à la même position. Tous, à l'exception d'Edwin, sont également des tueurs confirmés. Plus tard, l'équipe trouve des cages vides parachutées mais contenant probablement autre chose que des hommes. Plus loin, ils évitent de nombreux pièges artisanaux et découvrent le corps d'un membre des Forces Spéciales américaines, probablement à l'origine des pièges qui, vraisemblablement, ne leur étaient pas destinés. Mombasa perçoit alors une présence qui les observe depuis les arbres. Le groupe atteint enfin une crête et réalise qu'ils ne sont pas sur Terre. Contraints de se remettre en route, ils sont bientôt chargés par une meute de quadrupèdes exotiques. Ils en tuent plusieurs avant qu'un lointain sifflement ne fasse replier les créatures. Royce en déduit que la planète est une réserve de chasse et qu'ils sont traqués par une entité inconnue, Cuchillo a toutefois disparu. Le groupe le retrouve au milieu d'une clairière. Royce flaire un piège et le prouve en le déclenchant avec un leurre, Cuchillo est alors abandonné, Isabelle l'achèvant d'une balle mais elle comprend que le mexicain était déjà mort en entendant sa voix imitée dans la jungle.
Royce suggère de traquer à leur tour celui qui les chasse. En suivant des traces, ils arrivent à un campement et découvrent une créature bipède évanouie attachée à un totem qu'Isabelle semble reconnaitre. Le monstre se réveille soudainement et Mombasa est tué par un piège. Royce qui s'était éclipsé débusque des silhouettes invisibles et fait fuir le petit groupe après un échange de tirs nourris. Un drone les observe et retourne au campement où apparaissent tour à tour trois Predators. Isabelle est furieuse envers Royce qui s'est servi du groupe comme appâts. Ce dernier rétorque à son tour qu'Isabelle connait ce genre de créature. Celle-ci révèle ce qu'elle sait d'un rapport d'une attaque au Guatemala en 1987. Plus tard, le groupe se retranche pour la nuit et Isabelle abat une entité bipède. Mais le tireur est un ancien soldat nommé Noland (Laurence Fishburne) et bien que peu lucide, amène les survivants dans un chantier de forage. Noland a été largué comme eux sur la planète et survit depuis des années. Il explique que les Predators chassent des êtres d'autres mondes et qu'ils se font vendetta entre les grands et les plus faibles. Royce espère alors libérer le Predator captif pour retourner sur Terre en vaisseau.
Au cours de la nuit, Noland est pris de folie et tente d'assassiner le groupe en mettant le feu. Mais Royce parvient à attirer les Predators et l'un d'eux tue Noland dans sa fuite. Les survivants parviennent à sortir mais Nikolaï, blessé, se sacrifie et tue un des monstres en faisant détoner une ceinture d'explosifs. Stans est blessé à son tour par un second Predator avant de se faire tuer. Le troisième Predator continue la poursuite et Hanzo le tue en combat singulier au katana au prix de sa vie. Edwin est ensuite blessé par un piège et Isabelle refuse de le laisser, mais Royce les abandonne à leurs sorts. Le mercenaire rejoint le camp et libère le jeune Predator prisonnier. Isabelle et Edwin sont capturés et ramenés au camp puis jetés dans une fosse par le dernier des grands Predators qui surprend Royce et le jeune Predator. Les deux créatures s'affrontent permettant à Royce de fuir vers le vaisseau. Le grand Predator exécute son ennemi puis détruit le vaisseau en plein vol. Pendant ce temps, Edwin paralyse Isabelle avec du poison neurotoxique et révèle qu'il est en réalité un psychopathe meurtrier. Royce réapparaît alors, n'étant jamais monté à bord du vaisseau. Il finit par blesser gravement Edwin, se doutant de sa vraie nature avant de le piéger avec des grenades afin de se servir de lui comme appât. Le dernier Predator mord à l'hameçon mais il n'est que blessé. Royce s'enferme ensuite avec le monstre dans un cercle de feu pour désorienter son adversaire et il s'ensuit un combat à mort dans lequel Royce finit par tuer le Predator avec l'aide d'Isabelle.
Les deux rescapés sont vivants mais piégés sur place. Ils observent plus tard des « proies » parachutées tout autour d'eux pour une nouvelle chasse. Leur unique but est désormais de quitter la planète.

## Fiche technique
Sauf indication contraire, les informations mentionnées dans cette section peuvent être confirmées par les bases de données cinématographiques IMDb et Allociné,  présentes dans la section « Liens externes ».
- Titre original et français : Predators
- Titre québécois : Les prédateurs
- Réalisation : Nimród Antal
- Scénario : Alex Litvak et Michael Finch, d'après les personnages créés par Jim Thomas et John Thomas
- Musique : John Debney
- Décors : Caylah Eddleblute et Steve Joyner
- Costumes : Nina Proctor
- Photographie : Gyula Pados
- Son : Ethan Andrus, Sergio Reyes, Robert Rodriguez
- Montage : Dan Zimmerman
- Production : Elizabeth Avellan, John Davis et Robert Rodriguez
  - Production déléguée : Alex Young
  - Production associée : Tom Proper
  - Coproduction : Bill Scott
- Sociétés de production[2] : Troublemaker Studios, Davis Entertainment, avec la participation de Twentieth Century Fox, réalisé en association avec Dune Entertainment
- Société de distribution : Twentieth Century Fox
- Budget : 40 millions de $[3]
- Pays de production :  États-Unis
- Langues originales : anglais, espagnol, russe
- Format[4] : couleur — 35 mm / D-Cinema — 2,39:1 (Cinémascope) — son DTS / Dolby Digital
- Genre : science-fiction, action, aventure, épouvante-horreur
- Durée : 107 minutes
- Dates de sortie[5] :
  - États-Unis, Québec : 9 juillet 2010[6]
  - France, Belgique, Suisse romande : 14 juillet 2010[7],[8],[9]
- Classification[10] :
  - États-Unis : interdit aux moins de 17 ans (R – Restricted)[N 1]
  - France : interdit aux moins de 12 ans[11]
  - Belgique : interdit aux moins de 16 ans (KNT/ENA : Kinderen Niet Toegelaten  / Enfants Non Admis)[8],[12],[N 2]
  - Québec : 13 ans et plus (violence / horreur) (13+ / 13 years and over)[6]

## Distribution
- Adrien Brody (VF : Bernard Gabay ; VQ : Daniel Picard) : Royce[13]
- Topher Grace (VF : Emmanuel Curtil ; VQ : Patrice Dubois) : Edwin
- Laurence Fishburne (VF : Thierry Desroses ; VQ : Éric Gaudry) : Ronald Noland
- Alice Braga (VF : Marjorie Frantz ; VQ : Bianca Gervais) : Isabelle
- Walton Goggins (VF : Mathias Kozlowski ; VQ : Tristan Harvey) : Walter Stans
- Danny Trejo (VF : Marc Alfos ; VQ : Manuel Tadros) : Cuchillo
- Oleg Taktarov (VF : Régis Ivanov ; VQ : Thiéry Dubé) : Nikolaï Fedorov
- Mahershala Ali (VF : Daniel Lobé ; VQ : Marc-André Bélanger) : Mombasa
- Louis Ozawa Changchien (VF : Éric Do ; VQ : Jean-François Beaupré) : Hanzo
- Derek Mears : le Predator « Classic »
- Brian Steele (en) : le Predator « Berserker » / Predator « Falconer »
- Carey L. Jones : le Predator « Tracker »

## Production

### Genèse du projet
Robert Rodriguez avait écrit une ébauche de scénario en 1994, alors qu'il travaillait sur son Desperado (1995). Il explique « À l’origine, j’ai juste été engagé comme scénariste. Ils cherchaient une nouvelle approche du personnage, et j’ai saisi cette chance. J’étais fan de Predator (...) Ce que j’ai beaucoup aimé dans le premier film, c’était son côté hybride : cela commençait comme un film d’action traditionnel (...) et puis cela se transformait en un film de science-fiction avec un extraterrestre ». Le script sera rejeté par la 20th Century Fox, qui le juge trop coûteux à produire. 15 ans plus tard, le studio se tourne cependant vers lui pour produire le film, en remaniant cependant son script original,.
Le film est nommé Predators, avec un S pour le pluriel, en référence au second volet de la saga Alien, Aliens, le retour (Aliens en version originale). Pour Robert Rodriguez, ce pluriel a un double sens : « Il désigne autant les créatures extraterrestres que les humains qu’ils prennent en chasse, parce qu’il y a entre ces derniers une telle tension qu’ils sont capables de s’entretuer avant même de rencontrer les Predators. En un sens, ce sont tous des prédateurs ».
La première version du script contenait des caméos des deux personnages principaux des deux précédents films : Dutch (Arnold Schwarzenegger) et Michael Harrigan (Danny Glover).
Les réalisateurs Darren Lynn Bousman, Marcus Nispel, Michael J. Bassett, Bill Duke (qui incarnait Mac dans le premier Predator) et Neil Marshall avaient exprimé leur envie de mettre en scène le film. C'est finalement Nimród Antal qui est choisi. Le producteur Robert Rodriguez avait été séduit par son travail sur les films Kontroll et Motel : « Ayant moi-même commencé avec El Mariachi, j’ai trouvé formidable ce qu’il avait réussi à faire avec un budget très limité sur Kontroll (...) Quand je l’ai rencontré pour la première fois, j’ai tout de suite vu qu’il était capable de diriger une équipe et des acteurs. Et puis il a une vraie vision de réalisateur. En tant que producteur, vous voulez une personne en qui vous pouvez avoir confiance, une personne capable de gérer tous les aspects du tournage elle-même pour ne pas avoir à repasser derrière ».

### Attribution des rôles
Pour le rôle de Royce, plusieurs acteurs comme Milo Ventimiglia, Freddy Rodríguez et Josh Brolin étaient pressentis, avant que le choix se porte sur Adrien Brody. Le réalisateur Nimród Antal explique l'avoir choisi car il ne faisait pas penser aux acteurs typiques de films d'action comme Vin Diesel ou Arnold Schwarzenegger.
Jeff Fahey devait incarner Noland, qui sera plus tard incarné par Laurence Fishburne.
Le personnage de Cuchillo était décrit dans le scénario comme « un mec ressemblant à Danny Trejo » (« a guy who looks like Danny Trejo »). Danny Trejo, très proche du producteur Robert Rodriguez, a donc naturellement été choisi. À noter que le nom de son personnage signifie « couteau » en espagnol. Danny Trejo porte souvent des noms d'objets tranchants dans les films de Robert Rodriguez : Machete (« machette ») dans Spy Kids et Machete, Razor Charlie dans Une nuit en enfer, Navajas (« couteau ») dans Desperado,.

### Tournage
Le tournage a duré 53 jours. Alors que la Chine était notamment envisagée, il a lieu entièrement aux États-Unis.
Laurence Fishburne a tourné ses scènes en seulement deux jours.

## Musique
Bandes originales de Predator
Predator 2
(1990) The Predator
(2018)
La musique du film est composée par John Debney. Il reprend de nombreux passages d'Alan Silvestri composés pour les deux précédents volets de la saga Predator. On peut par ailleurs entendre au début du générique de fin la chanson Long Tall Sally de Little Richard (de 1956), déjà présente dans le premier Predator.
Liste des titres
1. "Free Fall" – 3:06
2. "Single Shooter" – 2:07
3. "This Is Hell" – 4:09
4. "Cages / Trip-Wire" – 3:51
5. "Not Of This Earth" – 2:50
6. “Hound Attack" – 4:08
7. "We Run We Die" – 4:39
8. "Predator Attack" – 1:46
9. "Meet Mr. Black" – 1:14
10. "They See Our Traps" – 2:25
11. "Over Here" – 2:23
12. "Smoke" – 2:37
13. "Nikolai Blows" – 2:09
14. "Stans’ Last Stand" – 1:48
15. "Hanzo’s Last Stand" – 3:08
16. "Leg Trap" – 2:22
17. "Take Me To The Ship" – 2:04
18. “Edwin and Isabelle Captured" – 1:33
19. "Predator Fight, Royce Runs" – 3:14
20. "Twisted Edwin / Royce Returns" – 3:25
21. "She's Paralyzed" – 6:04
22. "Royce vs. Predator" – 2:38
23. "Let’s Get Off This Planet" – 3:00
24. "Theme From Predator" – 1:45

## Accueil

### Accueil critique
Sur l'agrégateur américain Rotten Tomatoes, le film récolte 65 % d'opinions favorables pour 199 critiques. Sur Metacritic, il obtient une note moyenne de 51⁄100 pour 30 critiques.
En France, le site Allociné propose une note moyenne de 2,5⁄5 à partir de l'interprétation de critiques provenant de 14 titres de presse.

### Box-office
| Pays ou région    | Box-office      | Date d'arrêt du box-office | Nombre de semaines |
| ----------------- | --------------- | -------------------------- | ------------------ |
| États-Unis Canada | 52 000 688 $    | 14 octobre 2010            | 14                 |
| France            | 548 993 entrées |                            |                    |
| Mondial           | 127 233 108 $   | -                          | -                  |

## Distinctions
Entre 2010 et 2011, le film Predators a été sélectionné 6 fois dans diverses catégories et a remporté 2 récompenses.

### Récompenses
- Taurus World Stunt Awards 2011 :
  - Meilleur travail de cascadeurs pour Bob Brown, Heidi Pascoe, Troy Robinson, Jeremy Fitzgerald, Ryan Ryusaki et Troublemaker Studios[N 3],
  - Meilleure cascade spécialisée pour Ryan Happy, Ryan Ryusaki, Jeremy Fitzgerald, Dana Reed et Joey Anaya[N 4].

### Nominations
- Golden Schmoes Awards 2010 : Meilleur film de science-fiction de l'année.
- IGN Summer Movie Awards 2010 : Meilleur film de science-fiction.
- Scream Awards 2010 : Meilleur film de science-fiction.
- Black Reel Awards 2011 : Meilleur acteur dans un second rôle pour Laurence Fishburne.

## Éditions en vidéo
- En France, le film Predators est sorti en DVD et Blu-ray le 24 novembre 2010[26],[27]. Le film est ressorti en DVD le 13 avril 2011[28] et dans une édition Blu-ray Digibook Collector + Livret le 13 avril 2011[29]. Le film est également sorti en VOD le 1er juin 2015[7].
- Au Québec, le film est sorti en DVD le 19 octobre 2010[6].

## Analyse